# جوزيف الكسندر أميس
جوزيف الكسندر أميس (بالإنجليزية: Joseph Ames)‏ هو رسام أمريكي، ولد في 1816 في نيوهامبشير في الولايات المتحدة، وتوفي في 1872 في نيويورك في الولايات المتحدة.